# Episcopio di Porto
L'Episcopio di Porto è un borgo medievale italiano della città metropolitana di Roma, situato prima dell'ingresso a Fiumicino, verso il litorale romano, sulla via Portuense, all'indirizzo di Via del Casale di Santa Lucia, 37, all'altezza dell'area archeologica del Porto di Traiano.
Il termine Episcopio indica la residenza e curia del Vescovo, e questo nome deriva dalla sua originaria destinazione legata alla nascita della diocesi di Porto, considerata una delle più antiche della cristianità, le cui origini risalirebbero al 211, prima dell'editto di Costantino (314). Il vescovo di Porto era un cardinale, secondo nella curia solo a quello di Ostia.